# Шупеня
«Шупеня» (лит. šiupinys) — блюдо литовского происхождения. Входит в традиционную литовскую, белорусскую и украинскую (гуцульскую) кухни. Представляет собой рагу или суп из ячневой каши, бобовых (гороха, фасоли), мясных продуктов и свиного хвоста, игравшего определённую роль в обряде сватовства. С распространением картофеля он стал использоваться вместо крупы или вместе с ней. Обычно подаётся со свежими, солёными овощами и мясом.

## Этимология
По мнению исследователей, имеет литовские корни, скорее всего происходит из исторической Жемайтии. Корень šiup переводится как «немного», в значении — «немного того, немного этого». Суффикс -ienė, который указывает на женский род, литовского происхождения, также распространён на северо-западе современной Белоруссии. Большинство современных литовцев называет это блюдо словом с мужским суффиксом — šiupinys (шюпинис). Предполагается, что шупеня возможно имеет происхождение со времён XV века, когда литовские, белорусские и украинские земли входили в состав Великого княжества Литовского. Было распространено у жемайтов, которые обычно готовили его на крестины и свадьбы. Позже блюдо распространилось в Малой Польше, где блюдо известно под названием spółka dziadowska — «собрание стариков», но до XX века вышел из употребления. На Украине шупеня в качестве традиционного блюдо осталось в гуцульской кухне.

## Описание
Представляет собой рагу или суп (чаще всего густой) из ячневой каши, бобовых (гороха, фасоли), мясных продуктов и свиного хвоста, служащего своеобразным украшением и выполнявшего роль в обряде сватовства. Считается, что в литовско-белорусской традиции ранее блюдо было более густым и в случае положительного ответа со стороны девушки жениху, оно предлагалась с воткнутым вертикально хвостом, а в случае отказа он размещался сверху блюда и горизонтально . С распространением картофеля этот овощ стал использоваться вместо крупы или вместе с ней. Также в блюдо в качестве приправы добавляются различные соусы из грибов или мяса. В современной Литве используется в качестве рождественского блюда, употребляется с кофе или пивом. Обычно подаётся со свежими, солёными овощами и мясом.